# 南長野医療センター篠ノ井総合病院
南長野医療センター 篠ノ井総合病院（みなみながのいりょうせんたー しののいそうごうびょういん）は長野県長野市にある病院。長野県厚生農業協同組合連合会（JA長野厚生連）が運営する。単に篠ノ井病院とも呼ばれる。

## 沿革
- 1967年（昭和42年）4月24日 - 篠ノ井病院として開設し、同年5月2日に内科、外科、整形外科、産婦人科、放射線科を開始。
- 1984年（昭和59年）9月 - 総合病院として認可され、篠ノ井総合病院と名称変更[1]。
- 1998年（平成10年）4月 - 一般病床433床許可[1]。
- 2015年（平成27年）
  - 3月 - 新病棟にドクターヘリの離着陸が可能なヘリポートを開設[2]。
  - 6月 - 長野県知事より地域医療支援病院の名称承認を受ける[1]。
- 2016年（平成28年）4月 - 長野市より地域包括支援センターを受託[1]。
- 2017年（平成29年）
  - 4月 - 同じJA長野厚生連運営の新町病院と業務統合して「南長野医療センター」を設立。病院名称を「南長野医療センター篠ノ井総合病院」に変更[1]。
  - 同年同月 - 長野市在宅医療・介護連携支援センターを長野市より受託
- 2019年（平成31年）
  - 4月 - 南長野医療センター新町病院と経営統合。
  - 同年（令和元年）10月 - 長野県より「へき地医療拠点病院」に指定。

## 診療科目
- 内科
- 心療内科
- 精神科
- 呼吸器科
- 消化器科
- 循環器科
- リウマチ科
- 小児科
- 外科
- 整形外科
- 脳神経外科
- 呼吸器外科
- 心臓血管外科
- 皮膚科
- 泌尿器科
- 肛門科
- 産婦人科
- 眼科
- 耳鼻咽喉科
- リハビリテーション科
- 放射線科
- 麻酔科

## 交通
- 東日本旅客鉄道信越本線、篠ノ井線、しなの鉄道しなの鉄道線：篠ノ井駅下車徒歩15分。
- 長野自動車道更埴ICから約10分、上信越自動車道長野ICから約15分。